# Palatinus (jezero)
Palatinus (još se naziva i Sátorkőpusztai-tó, Báger-tó te lokalno Pala i Dorogi-tó) je umjetno jezero u sjevernoj Mađarskoj. Najveće je jezero u Ostrogonu. Jezero je nastalo 1950-ih na kopovima pijeska potrebnog za obližnje rudnike. Kvaliteta vode u jezeru je dobra te se jezero koristi za kupanje i ribolov.
U jezeru ima šarana, amura, smuđa, štuka, somova, jegulja, deverika, jesetri i drugih vrsta riba.

## Vanjske poveznice
|  | Zajednički poslužitelj ima još gradiva o temi Palatinus (jezero) |